# Solenopsis pachycera
Solenopsis pachycera är en myrart som först beskrevs av Auguste-Henri Forel 1915.  Solenopsis pachycera ingår i släktet eldmyror, och familjen myror. Inga underarter finns listade i Catalogue of Life.